# Лісосавана Північного Конго
Лісосавана Північного Конго або Північноконголезька мозаїка лісу та савани (ідентифікатор WWF: AT0712) — афротропічний екорегіон тропічних та субтропічних луків, саван і чагарників, розташований в Центральній Африці.

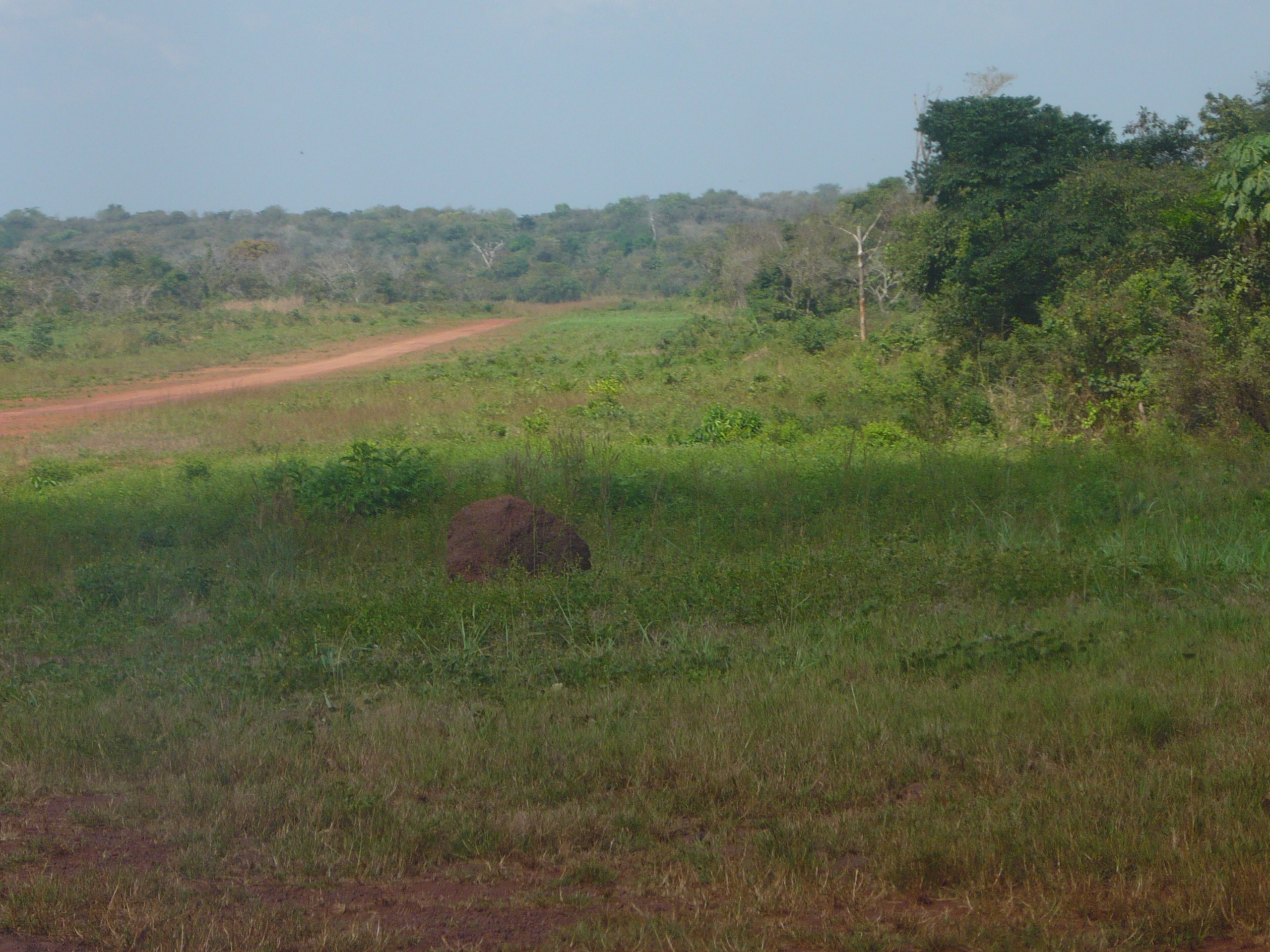
Ліс в околицях міста Обо (місто) (ЦАР)

## Географія
Лісосавана Північного Конго простягається від Камерунського нагір'я на кордоні Нігерії та Камеруну через південь Центральноафриканської Республіки до північно-східних районів Демократичної Республіки Конго, до південно-західних районів Південного Судану та до кордону ДР Конго з Угандою. Цей регіон є перехідною зоною між більш сухими і відкритими східносуданськими саванами, розташованими північніше, та більш вологими і густими рівнинними лісами Північно-Західного Конго та Північно-Східного Конго. На захід від екорегіону поширені ліси Камерунського нагір'я, які розділяють лісосавану Північного Конго та гвінейську лісосавану. На північному сході від регіону поширені затоплювані луки Судду, а на південному сході — гірські ліси Альбертінського рифту.
Більша частина екорегіону розташована на розчленованому плато, середня висота якого становить 500 м, а на заході, в передгір'ях Камерунського нагір'я — 700 м. З геологічної точки зору основу екорегіону складають докембрійські породи, відслонення яких подекуди можна побачити у вигляді інзельбергів. Більша частина екорегіону лежить на півночі басейну Конго, за виключенням східної частини регіону, яка лежить в межах басейну Нілу. В центральній та східній частині регіону основними ґрунтами є оксісолі, на заході ЦАР поширені ентісолі, а в центральному Камеруні — оксісолі та червоноземи.

## Клімат
В межах екорегіону переважає саванний клімат (Aw за класифікацією кліматів Кеппена). Більша частина регіону характеризується одним сезоном дощів, пік якого припадає на серпень-вересень, та одним сухим сезоном, пік якого припадає на грудень-січень. Середньорічна кількість опадів коливається від 1200 мм до 1600 мм, залежно від широти. Сезонні коливання температури незначні: середньодобові максимальні температури протягом сезону дощів становлять від 31 °C до 34 °C, а середньодобові мінімальні температури протягом сухого сезону становлять від 13 °C до 18 °C.

## Флора
Основними рослинними угрупованнями екорегіону є рівнинні напіввічнозелені дощові ліси, які перемежовуються ділянками вторинних луків та саван. На півночі регіону більш поширені савани, а на півдні — дощові ліси. Галерейні ліси, поширені вздовж річок, забезпечують коридори, по яким лісові види можуть поширюватися далеко на північ. Ці ліси ростуть скрізь, де є річки, випадає достатня кількість опадів, доступні ґрунтові води та рідко трапляються пожежі. Серед дерев, що ростуть в галерейних лісах, найпоширенішими є великоцвіті берлінії (Berlinia grandiflora), лавролисті коли (Cola laurifolia), цинометри Фогеля (Cynometra vogelii), хурма Елліота (Diospyros elliotii), конголезькі парінарі (Parinari congensis) та сандалоподібні птерокарпуси (Pterocarpus santalinoides). В басейні Убангі, на кордоні зі гвінейсько-конголезькими лісами, на добре дренованих червоно-глинистих ґрунтах ростуть монодомінантні насадження лімбалієвих дерев (Gilbertiodendron dewevrei).
У напіввічнозелених вологих лісах до 70 % видів рослин можуть скидати листя на короткий проміжок часу. Часто вони втрачають листя на одних гілках, залишаючи при цьому на ішших. Серед поширених у напіввічнозелених лісах дерев слід відзначити африканське червоне дерево (Afzelia africana), найвищу анінгерію (Aningeria altissima), найкрасивішу гамбею (Gambeya perpulchra), велетенську колу (Cola gigantea), африканську шовковицю (Afromorus mesozygia) та великолисту хаю (Khaya grandifoliola), світлолюбне дерево, яке росте на природних лісових галявинах. В рівнинних дощових лісах також ростуть дерева, характерні для вологих дощових лісів басейну Конго, такі як африканські зеленосердечники (Piptadeniastrum africanum) та жовті стеркулії (Sterculia oblonga). У вторинних дощових лісах поширені африканські елемі (Canarium schweinfurthii), африканські ріцинодендрони (Ricinodendron heudelotii) та пишні терміналії (Terminalia superba). 
На добре дренованих ґрунтах ростуть просторі, відносно вологі високотравні савани, місцями порослі деревами. Коли тривалий час в саванах не трапляється пожеж, дерева в них стають більш поширеними. В тих місцевостях, де ґрунти занадто сухі або заболочені, щоб підтримувати ріст дерев, поширені едафічні луки. Серед поширених в саванах трав слід відзначити різні види бородачника (Andropogon spp.), гіпарренії (Hyparrhenia spp.) та лудетії (Loudetia spp.), багато з яких досягають висоти понад 2 м. В саванах ростуть пристосовані до пожеж види дерев, щільність яких залежить від частоти пожеж в певній місцевості. Багато з них також ростуть у суданських саванах на півночі. Серед таких дерев слід відзначити африканське червоне дерево (Afzelia africana), дерево ші (Vitellaria paradoxa), західноафриканське копалове дерево (Daniellia oliveri), багатотичинковий марантес (Maranthes polyandra), африканське ріжкове дерево (Parkia biglobosa), піліостігму Тоннінга (Piliostigma thonningii), псевдоцедрелу Кочі (Pseudocedrela kotschyi), голчастий птерокарпус (Pterocarpus erinaceus), рожеву жакаранду (Stereospermum kunthianum) та різні види терміналій (Terminalia spp.). У вторинних саванах зустрічаються африканські кремові яблука (Annona senegalensis), африканські буркеї (Burkea africana), пагорбові комбретуми (Combretum collinum), кислі шкіросердечники (Hymenocardia acida) та сливи мобола (Parinari curatellifolia), а також різні види стрихносів (Strychnos spp.) та авраамових дерев (Vitex spp.).
У відносно посушливих місцевостях на північному сході (Камерун) та на північному заході (Південний Судан) екорегіону переважають перехідні ізоберлінієві (Isoberlinia spp.) рідколісся та лісисті савани, де також зустрічаються західноафриканські копалові дерева (Daniellia oliveri) та африканські еритрофлеуми (Erythrophleum africanum). В слабо заселених районах Центрального Камеруну та ЦАР зустрічаються густі сухі ліси, де домінують ізоберлінії дока (Isoberlinia doka), а також ростуть африканські червоні дерева (Afzelia africana), африканські буркеї (Burkea africana), африканські берези (Anogeissus leiocarpa), африканські віялові пальми (Borassus aethiopum) та різні види терміналій (Terminalia spp.). На півночі екорегіону ростуть чорні африканські сливи (Vitex doniana). Подекуди трапляються акацієві ліси.

## Фауна
Серед поширених в екорегіоні ссавців слід відзначити гігантську канну (Taurotragus derbianus gigas), лісового бонго (Tragelaphus eurycerus), смаглявого коба (Kobus ellipsiprymnus), водяного коба (Kobus kob), кінську антилопу (Hippotragus equinus), червонобокого дуїкера (Cephalophus rufilatus), орібі (Ourebia ourebi), північного бушбока (Tragelaphus scriptus), африканського бородавочника (Phacochoerus africanus), сенегальського галаго (Galago senegalensis), танталову мартишку (Chlorocebus tantalus), павіана-анубіса (Papio anubis), звичайну редунку (Redunca redunca), рудого патаса (Erythrocebus patas), африканського буйвола (Syncerus caffer), саванного слона (Loxodonta africana) та звичайного бегемота (Hippopotamus amphibius). В деяких районах на півночі екорегіону зустрічаються рідкісні північні жирафи (Giraffa camelopardalis). Серед хижаків регіону слід відзначити левів (Panthera leo), африканських леопардів (Panthera pardus pardus) та західноафриканських крокодилів (Crocodylus suchus). В галерейних лісах Національного парку Гарамба зустрічалися останні північні білі носороги (Ceratotherium simum cottoni), які наразі фактично вимерли, а на заході екорегіону мешкала остання популяція західноафриканських чорних носорогів, також нещодавно вимерлих.
Охристі кротощури (Fukomys ochraceocinereus) та мангусти Дибовського (Dologale dybowskii) є майже ендемічними ссавцями екорегіону. Серед поширених в регіоні птахів слід відзначити гвінейських нерозлучників (Agapornis pullarius) та малих бюльбюлів (Eurillas virens). Ендеміками регіону є мауданські річкові жаби (Phrynobatrachus albomarginatus), східні карликові шпоркові жаби (Hymenochirus boulengeri) та лучні жаби Інгера (Ptychadena ingeri), а також суданські летеобії (Letheobia sudanensis) та великолускаті ящірки Чапіна (Ichnotropis chapini).

## Збереження
Оцінка 2017 року показала, що 104 288 км², або 15 % екорегіону, є заповідними територіями. Природоохоронні території включають: Національний парк Бенуе, Національний парк Денг-Денг, Національний парк Фаро, Національний парк Мбан-Джерем, Національний парк долини Мбере та Національний парк Мпем та Джім в Камеруні, Національний парк Гарамба в ДР Конго, Національний парк Лантото, Національний парк Шамбе та Південний національний парк в Південному Судані, а також Природний заповідник Чінко та фауністичний заповідник Земонго в ЦАР.